# Stara vas - Bizeljsko
Stara vas - Bizeljsko – wieś w Słowenii, w gminie Brežice. W 2018 roku liczyła 238 mieszkańców.